# Knut Gruva
Knut Elis Gruva, född 16 januari 1902 i Stockholm, död 1981, var en svensk målare.
Han var son till järnsvarvaren Erik Gustaf Gustafsson och Maria Mathilda Larsson och från 1938 gift med Adèle Andersson. Gruva studerade vid Althins målarskola 1921–1922 samt vid Konsthögskolan i Stockholm 1925–1929 och under studieresor till Tyskland, Italien och Frankrike. Han debuterade i en separatutställning på Färg och Form i Stockholm 1945 samma år ställde han ut tillsammans med Einar Christiansson på Lorensbergs konstsalong i Göteborg. Han medverkade i Svenska konstnärernas förenings utställning 1946 och med Sönderumsgruppen på Hallands museum 1947. Bland hans offentliga arbeten märks en stor freskomålning med mottot Pånyttfödelse som han utförde på Radiumhemmet vid Karolinska sjukhuset. Hans konst består av stilleben, interiörbilder, målningar från arbetslivet och landskapsmotiv. Gruva är representerad vid Nationalmuseum, Moderna museet, Kalmar konstmuseum,, Institut Tessin Norrköpings konstmuseum  och i flera landsting och kommuner.